# Lodžie

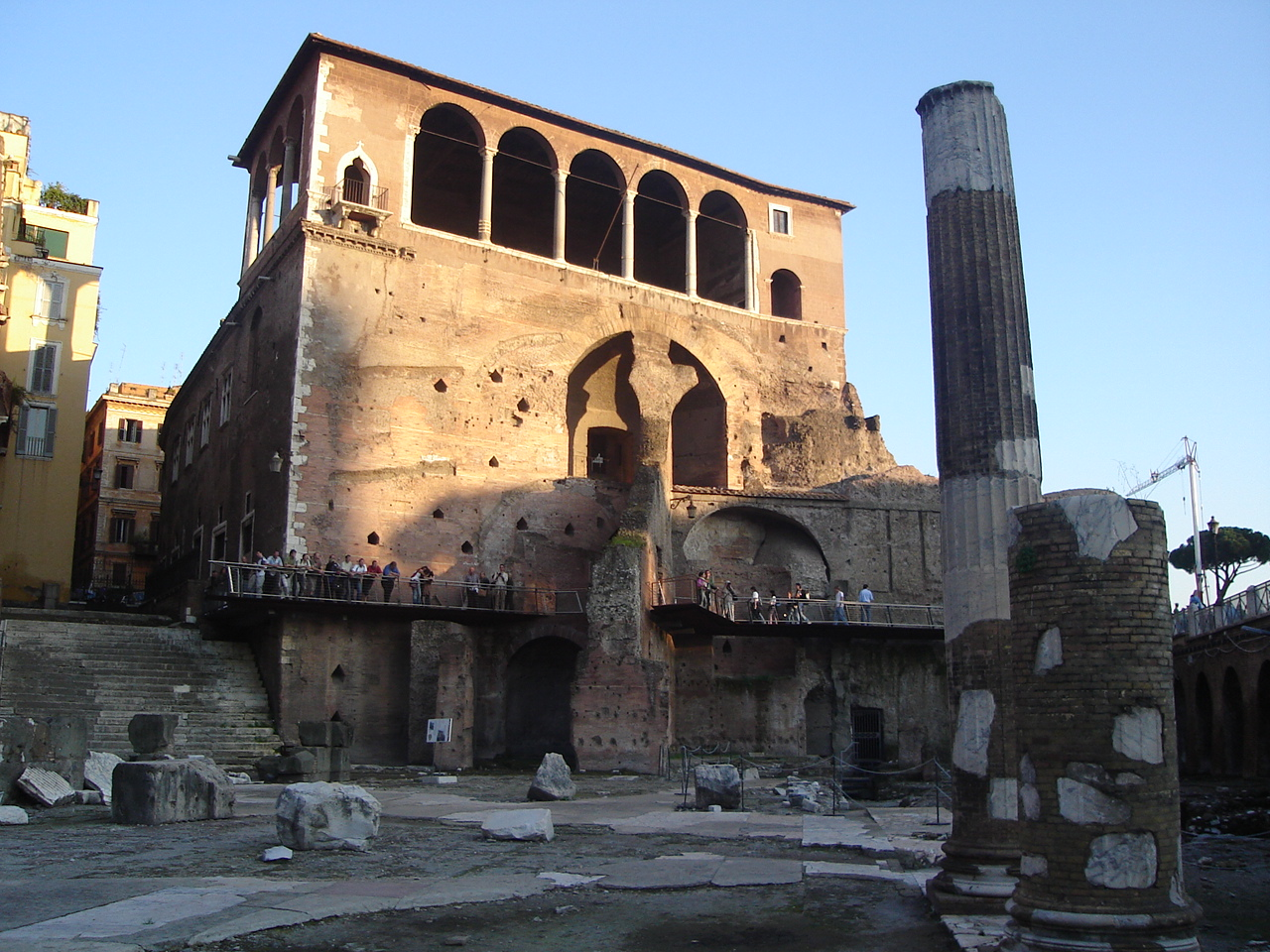
Lodžie domu Casa dei Cavalieri di Rodi na Trajánově fóru v Římě

Lodžie (z it loggia – sloupová chodba, loubí) je zastropený prostor v budově, navenek otevřený do exteriéru, a oddělený jen sloupy, arkádami, kolonádou nebo zábradlím. Na rozdíl od balkonu nevystupuje ven z obvodové zdi. V tomto smyslu je malá lodžie běžná v současných obytných domech, včetně panelových.
Podle normy ČSN ISO 6707–7(730000) je lodžie:
| „ | vodorovná plošná konstrukce zasunutá do půdorysu budovy nebo je před líc budovy částečně předsazená. Konstrukce lodžie má zpravidla ze tří stran stěny a na volné straně je opatřena zábradlím. | “ |

## V historické architektuře
Lodžie může znamenat sloupovou chodbu či chodbový prostor, otevřený do exteriéru arkádou či arkádami, případně i podloubí. Je to útvar, typický pro italskou, pozdně gotickou a renesanční architekturu. Nejznámější je gotická Loggia dei Lanzi ve Florencii.[zdroj?]

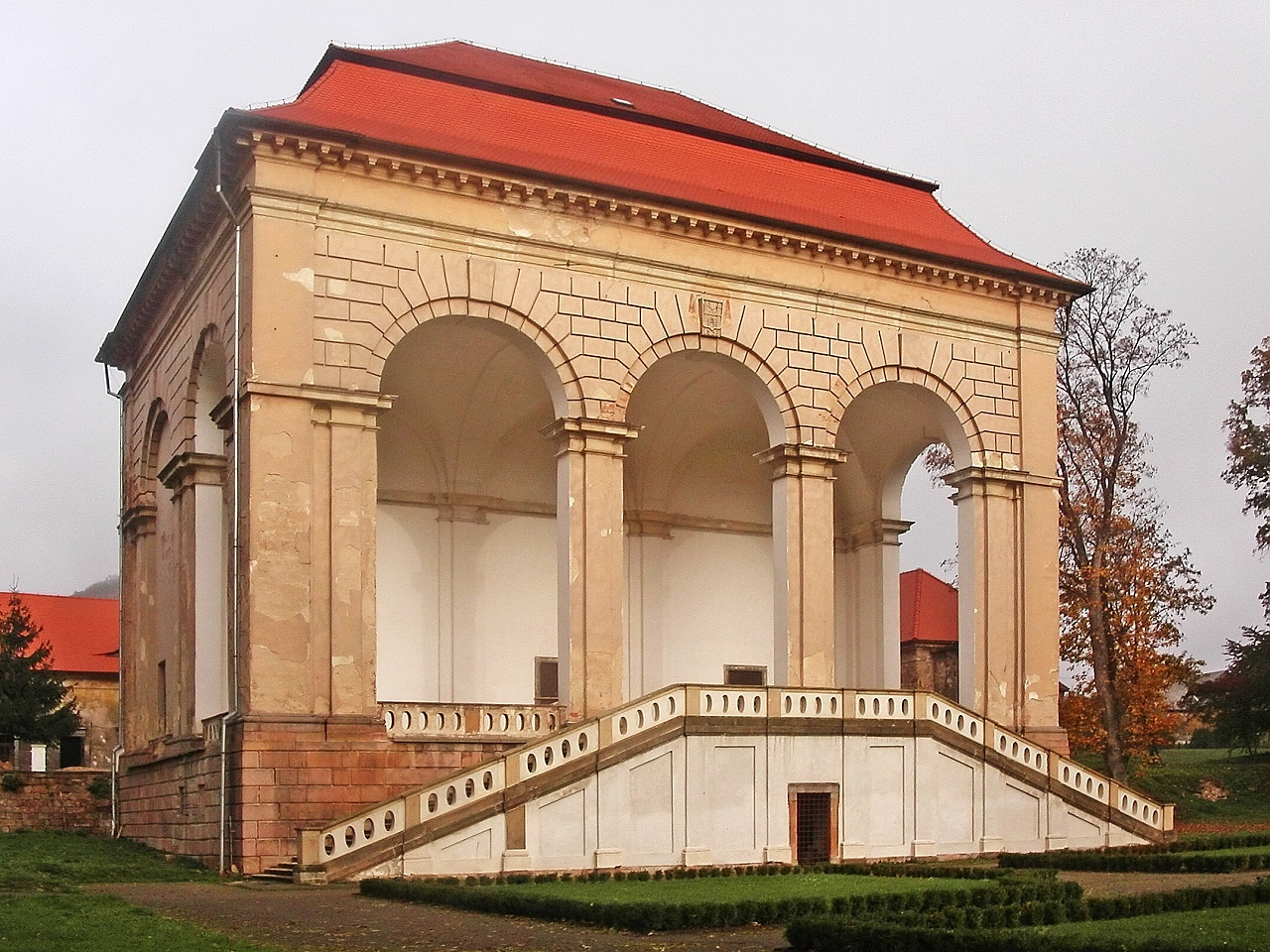
Lodžie - sala terrena - v jičínském parku Libosad

Klasická lodžie může být i v libovolném patře, ve středoevropské, renesanční a barokní zámecké a palácové architektuře, se však slovo lodžie často používá pro velké prostory v přízemí (v úrovni země), otevřené arkádami do zahrady. Tato forma lodžie se někdy také nazývá "sala terrena", doslova "přízemní sál". V podstatě jde o velkou místnost, z jedné strany otevřenou rozměrnými otvory arkády (často třemi) do zahrady, a umožňující opticky i komunikačně propojit zámecký či palácový interiér s exteriérem zahrady.

## Lodžie v bytových domech
Od konce 20., a začátku 21. století jsou lodžie často nedílnou součástí panelových (jako modul, podobně bytové "jádro"), i činžovních domů. Tyto lodžie se pak ve většině případů zasklívají, buď rámovým, či bezrámovým systémem. Rámový systém se skládá z posuvných křídel a skleněné výplně. Bezrámový systém pak tvoří horizontální profily s výplní, nejčastěji z polykarbonátu. Zasklením lodžií a balkonů se omezí pronikání chladu či tepla do bytů.

### Konstrukce
Lodžie je otevřený prostor s nosnými stěnami po stranách, na které se ukládají stropní desky. Čili lodžiová deska je pnuta jako nosník mezi dvě podpory.
- Lodžie zapuštěné jsou součásti bytu, jehož plochu zmenšují a zhoršují jeho osvětlení.
- Lodžie polozapuštěné částečně  zabírají plochu bytu. Aby nepromrzaly svislé nosné zdi, které přiléhají k lodžii, je nutné je dokonale tepelně izolovat.
- Lodžie předsazené jsou nejčastěji používané. Nezmenšují obytnou plochu a není potřeba svislé nosné zdi tepelně izolovat.[4][5]

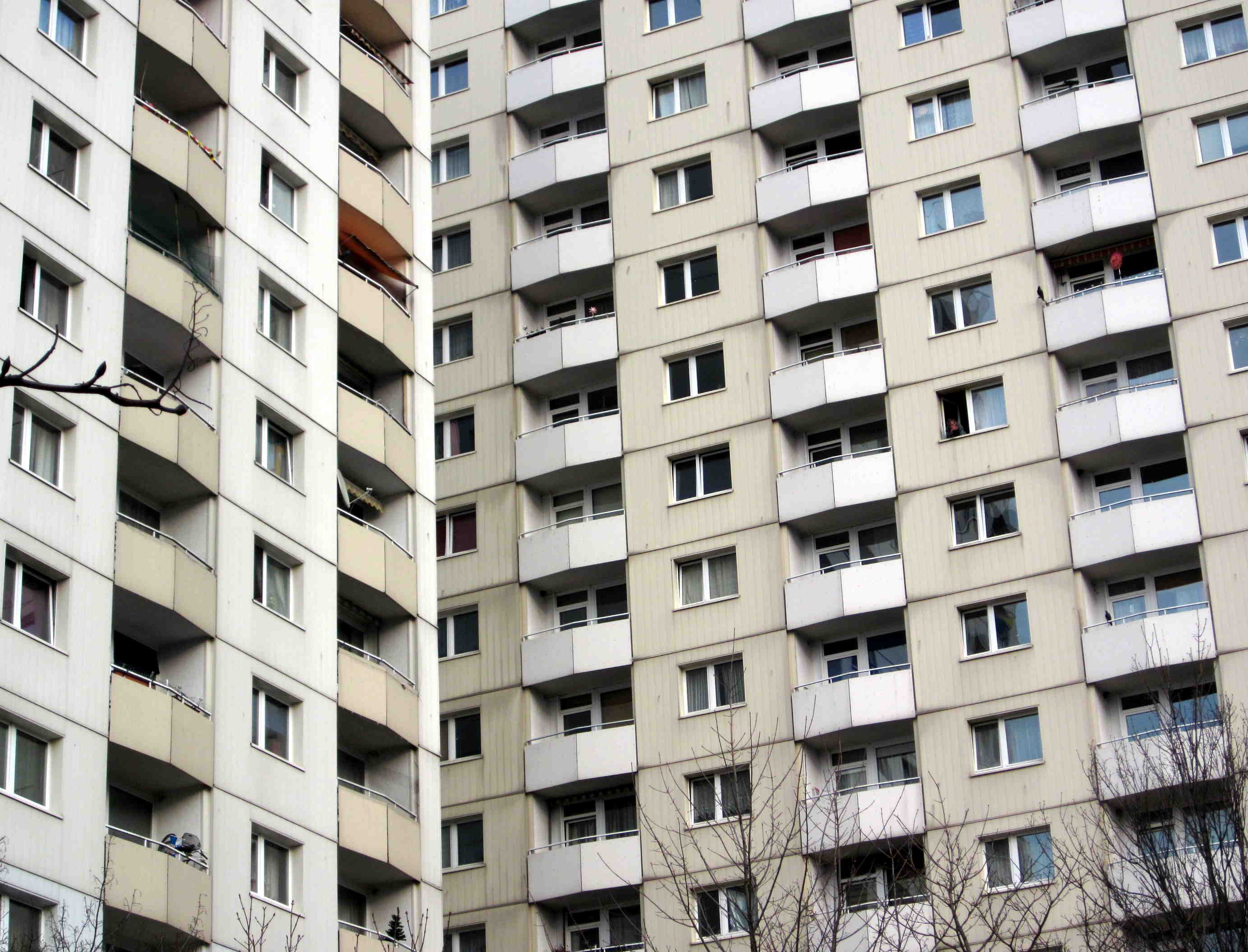
Zapuštěné lodžie
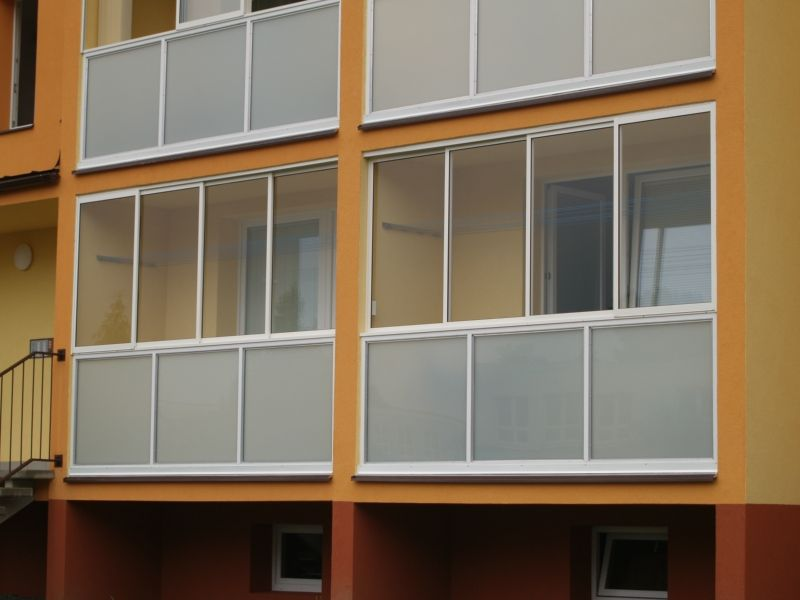
Zasklená předsazená lodžie v bytovém domě